# Krumbach (Vorarlberg)
Krumbach é um município da Áustria, situado no distrito de Bregenz, no estado de Vorarlberg. Tem 8,71 km² de área e sua população em 2019 foi estimada em 1.035 habitantes.